# Zuleika Sucupira Kenworthy
Zuleika Sucupira Kenworthy (Jundiaí, 24 de novembro de 1912 – Sorocaba, 13 de dezembro de 2017) foi uma advogada, procuradora e promotora de Justiça brasileira. Foi a primeira mulher promotora de Justiça do Brasil e da América Latina.

## Biografia
Kenworthy era neta de John Kenworthy, um empresário inglês da indústria têxtil. Em 1932, durante a Revolução Constitucionalista, Kenworthy voluntariou-se para apoiar as tropas paulistas do conflito.
Kenworthy graduou-se em Direito pela Faculdade de Direito da Universidade de São Paulo (USP) em 1942. Ainda na faculdade, ingressou como estagiária no Ministério Público de São Paulo (MP-SP) em 1941.
Depois de formada, prestou três vezes concurso público para o cargo de promotora, sendo aprovada na quarta vez, em 1948. Durante a maior parte de sua atuação no MP-SP, trabalhou na Curadoria de Menores, atendendo mais de vinte crianças diariamente. Em 1963, participou de um encontro sobre criminologia e prevenção da delinquência organizado pela Organização das Nações Unidas (ONU), representando o Brasil.
Em 1975, Kenworthy foi promovida a procuradora de Justiça, aposentando-se do Ministério Público em 1978. Mudou-se, então, para Sorocaba, onde faleceu décadas depois aos 105 anos de idade, de causas naturais.